# Ceromasia pictigaster
Ceromasia pictigaster là một loài ruồi trong họ Tachinidae.